# Ласерско доплер снимање
Ласерско доплер снимање (ЛДС) је метода снимања која користи ласерски зрак за снимање живог ткива. Када ласерска светлост допре до ткива, покретне крвне ћелије стварају Доплер компоненте у рефлектованој (позади расејаној) светлости. Светлост која се враћа детектује помоћу фотодиоде која га претварају у електрични сигнал. Затим се сигнал обрађује да би се израчунао сигнал који је пропорционалан перфузији ткива у снимљеном подручју. Када се процес обраде заврши, сигнал се поново обрађује да би се створила слика која приказује перфузију на екрану.
Ласерски Доплеров ефекат први пут је употребио Стерн МД за мерење микроциркулације 1975. године. Он се данс широко користи у медицини, али и у неким репрезентативни истраживачким радовима. 

## Примена

### Употреба у офталмологији
Око нуди јединствену прилику за неинвазивно истраживање кардиоваскуларних болести. ЛДС дигиталном холографијом може да мери проток крви у ретини и хороидеи. Конкретно, хороидеа је високо васкуларизовано ткиво које снабдева пигментни епител ретине и пружа јединствену прилику за неинвазивно истраживање кардиоваскуларних болести. ЛДС помоћу дигиталне холографије може да мери проток крви уретини и хороидеи. Ипак, истраживање анатомије и тока хороидеје остаје изазовно. ЛДС пружа визуелизацију високог контраста локалног крвотока у хороидалним крвним судовима код људи, са просторном резолуцијом која је уређена са најсавременијим индоцијанинским зеленом ангиографијом.  Разлике у крвном притиску покрећу проток крви кроз циркулацију. Брзина средњег протока крви зависи и од крвног притиска и од хемодинамског отпора на проток који представљају крвни судови. ЛДС може омогућити мапирање индекса локалног артеријског отпора и даке могућност недвосмислене идентификације ретиналних артерија и вена на основу њихових варијација.систола-дијастола и откривања очне хемодинамике у људским очима. 

### Мерење површинских таласа на кожи
Локална брзина крвотока мерена ласерском Доплер холографијом у цифри (фотоплетизмограм) и очном дну има профил у облику пулсаса временом. Ова даљинска мерења пулсног таласа могу да се ураде клинички да би се открила хемодинамикау артеријама и венама и могу се лако неинвазивно мерити.Анализа главних компоненти дигиталних холограма  је ефикасан начин извођења временске демодулације дигиталних холограма реконструисаних из интерферограма на оси и може се користити за откривање површинских таласа на руци

### Примена у акушерству и гинекологији
ЛДС пружа директну меру женског сексуалног одговора који не захтева генитални контакт јер се сигнали прикупљају на дубини од два до три милиметра испод површине коже.  Две студије сугеришу да је ЛДС валидна мера женског сексуалног узбуђења.  Вакман и Пукалл  су показали да ЛДС има дискриминантну валидност, јер може разликовати сексуални одговор од неутралних, позитивних и негативних стања изазваних расположењем. 
У поређењу са вагиналном фотоплетизмографијом (ВПГ), ЛДС је подеснији јер не захтева генитални контакт. Такође, ЛДС обезбеђује директно мерење вазоконгестије и има апсолутну јединицу мере, која се заснива на флуксу или јединици крвотока. 
Недостаци ЛДС код овог мерења је тај што не може да се обезбеди континуирано мерење сексуалног одговора као што то чини вагинална фотоплетизмографија.